# Walter Guinness
Pour les articles homonymes, voir Guinness (homonymie).
Walter Edouard Guinness, 1er baron Moyne, né le 29 mars 1880 à Dublin (Irlande) est un homme politique et un homme d'affaires britannique. Il est assassiné le 6 novembre 1944 au Caire (Égypte) par le groupe sioniste radical Lehi.

## Jeunesse
Walter Edouard Guinness est né à Dublin, en Irlande, et est le troisième fils du comte d'Iveagh. Ses maisons de famille sont à Farmleigh près de Dublin, et à Elvedon, dans le Suffolk. Guinness fait ses études au prestigieux collège d'Eton. Le 24 juin 1903, il épouse Evelyn (1883-1939), la troisième fille du 14e comte de Buchan. Les comtes de Buchan sont une famille ancienne de la noblesse écossaise. Ils ont trois enfants, Bryan, Murtogh et Grania.

## Carrière militaire
Walter Guinness sert pendant la deuxième Guerre des Boers, où il est blessé, et décoré. 
Pendant la Première Guerre mondiale, bien qu'élu au parlement, il tient servir au Suffolk Yeomanry en Égypte, et à la bataille de Gallipoli. Il est décoré du Distinguished Service Order (DSO) en 1917 (Bataille de Passchendaele), et obtient une barrette en 1918 (Offensive du printemps), pour son courage personnel.

## Première carrière politique

Gouvernement de coalition Churchill, 11 mai 1940.

En 1907, il est élu au County Council de Londres, et également au Parlement, ou il reste jusqu'en 1931. Il est membre du Parti conservateur.
En 1922, il est nommé sous-secrétaire d'État à la guerre, le premier de ses postes politiques. Il est ministre de l'agriculture à partir de novembre 1925 et jusqu'en juin 1929. Après la défaite conservatrice en 1929, il quitte le gouvernement, et est fait baron Moyne en 1932.

## Homme d'affaires
Moyne est un administrateur des brasseries Guinness, fabricant de bière créé par son arrière-grand-père Arthur Guinness en 1759, société introduite en bourse en 1886 par son père.

## Retour à la politique
En 1932, lord Moyne devient président de la mission financière sur le Kenya. En 1933, il devient membre d'une commission parlementaire sur les problèmes du logement en Angleterre. En 1934, il devient membre de la Commission royale sur l'université de Durham et membre d'un comité sur l'industrie britannique du film. 
En 1938-1939, Moyne est nommé président de la Commission royale sur les Indes occidentales, qui vise à étudier comment mieux administrer les colonies britanniques des Caraïbes. 
Lord Moyne est nommé ministre des colonies du 8 février 1941 au 22 février 1942 par son ami Winston Churchill. Son épouse Evelyn meurt à cette époque.

## Période de guerre
Le 24 février 1942, pendant la Seconde Guerre mondiale, le navire Struma est torpillé en mer Noire par un sous-marin soviétique (qui présentera des excuses), causant la mort de 770 passagers juifs roumains, hommes, femmes, enfants, voulant désespérément se réfugier en Palestine et des membres d'équipage du paquebot,. Les organisations sionistes en imputent la responsabilité aux autorités britanniques qui auraient fait pression sur la Turquie et sollicité l’URSS pour empêcher l’entrée en Palestine des réfugiés juifs fuyant la Shoah, notamment en la personne de Harold MacMichael, Haut-Commissaire de la Palestine mandataire tandis que Walter Guinness déclare que « la Palestine est trop petite et déjà surpeuplée pour accueillir les trois millions de Juifs que les sionistes veulent y amener ». 
En Palestine, les Britanniques censurent la presse mais les nouvelles de la tragédie du Struma finissent par être diffusées. Alors que le Yichouv proclame une journée de deuil, le Lehi fait circuler un tract déclarant que seule la lutte armée contre les Britanniques peut être une riposte à cette tragédie.
Le 9 juin 1942, Guinness fait un discours anti-sioniste à la Chambre des lords, dont il est membre. Il y déclare que les Juifs ne sont pas les descendants des Hébreux antiques, et qu'ils n'ont aucune « réclamation légitime » sur la terre sainte. En faveur d'une limitation de l'immigration en Palestine, il sera accusé d'être « un ennemi impitoyable de l'indépendance hébreu ».
En août 1942, il devient le représentant officiel (gouverneur britannique de fait, car à l'époque, l'Égypte est sous protectorat britannique) de la Grande-Bretagne au Caire.

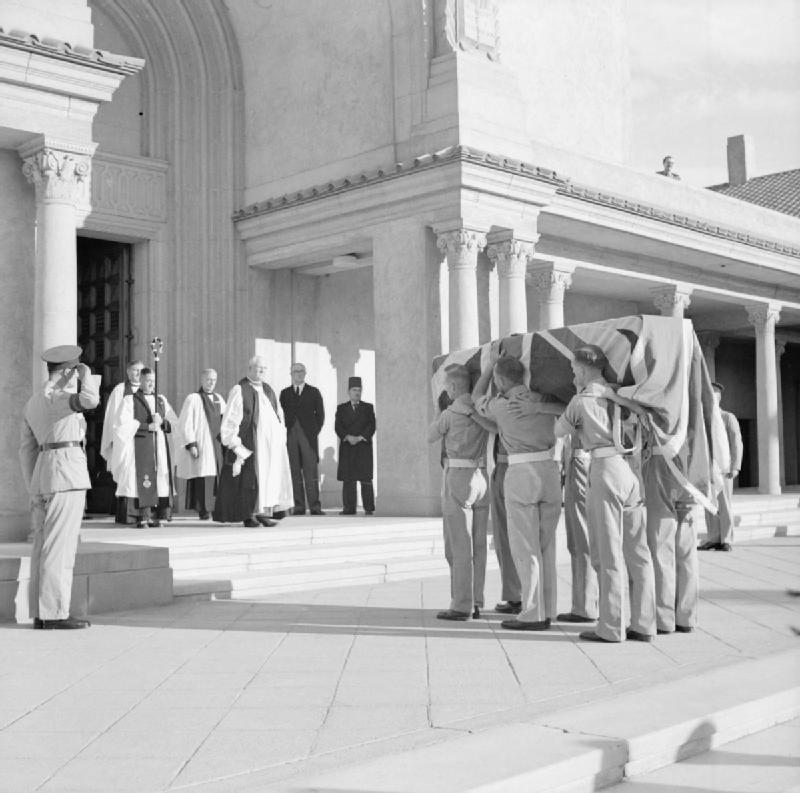
Funérailles de Lord Moyne et de son chauffeur, le Lance Corporal a H Fuller, Le Caire, Novembre 1944

## Assassinat
Deux ans plus tard, le 5 août 1944, la même tragédie se reproduit sur le navire Mefküre battant pavillon turc et de la Croix-rouge, transportant aussi des réfugiés juifs roumains à travers la mer Noire et coulé, comme dans le cas du Struma deux ans auparavant, par un sous-marin soviétique (qui présentera aussi des excuses) : plus de 300 Juifs sont tués dont la responsabilité est à nouveau imputée aux autorités britanniques. 
Le 6 novembre 1944, Walter Guinness est assassiné au Caire par Eliahou Beit Tsouri et Eliahou Hakim, deux membres du courant « cananéen » du Lehi, un groupe armé radical juif. Les deux assassins seront jugés en Égypte et exécutés le 22 mars 1945. 
Dans les années 1970, les corps des deux hommes, enterrés en Égypte, seront échangés contre 20 prisonniers arabes, et enterrés au « monument des héros » à Jérusalem. Le gouvernement britannique déplore qu'Israël honore des assassins comme des héros. 
« L'ironie de l'histoire est que Moyne, qui avait été longtemps opposé à la création d'un État juif, était venu à penser qu'il n'y avait pas d'autre solution ».